# Негуаи, Кристиан
Кристиан Негуаи (фр. Christian Negouai; род. 20 января 1978, Фор-де-Франс, Мартиника) — французский футболист.

## Карьера
Профессиональную карьеру начинал в бельгийском клубе «Намюр», далее выступал за «Шарлеруа». В 2001 году Негуаи был куплен за 1,5 миллиона фунтов стерлингов в «Манчестер Сити» из «Шарлеруа». Он провёл шесть матчей за горожан в чемпионате, в двух из которых он выходил со стартовой минуты и забил один гол. Он также выступал «Манчестер Сити» в Кубке УЕФА забил мяч в матче против ТНС. Негуаи выступал в резервной команде «Манчестер Сити», забив девять голов в 19 играх, будучи переведенным в позицию центрального нападающего из опорной зоны, долгое время его карьеры в «Манчестер Сити» мешали серьезные травмы которые требовали операции на обоих коленях ограничивающие его выступления на долгие сроки. После присоединения в льежский «Стандард» Негуаи забил самый быстрый гол в бельгийской лиге за всю историю, когда он открыл счёт матча на 11 секунде, в игре которая завершилась победой со счётом 2:0 над «Вестерло». В 2006 году выступал за норвежский «Олесунн», заканчивал карьеру в «Брюсселе».

## Личная жизнь
Родился в католической семье на Мартинике, принял ислам и является мусульманином